# جون ستالبيرغ
جون ستالبرغ (بالإنجليزية: John Stalberg) هو مخرج وكاتب سيناريو أمريكي، تم عرض أعماله لأول مرة في مهرجان صاندانس السينمائي، وتم توزيعها مسرحيًا في أمريكا الشمالية في 1 يونيو 2012. أخرج بعد ذلك فيلم كريبتو من بطولة بو ناب وأليكسيس بليديل ولوك هيمسوورث.